# Département de l’Ems-Supérieur
Das Département de l’Ems-Supérieur, kurz Ems-Supérieur (deutsch: Departement der Oberen Ems oder Ober-Ems, kurz Oberemsdepartement oder Ober-Ems-Departement) war ein Département des ersten französischen Kaiserreiches im heutigen Nordwestdeutschland. Es bestand von 1811 bis November 1813 als eines der vier hanseatischen Departements. Präfektur des Departements war Osnabrück.

## Lage
Das Departement lag im äußersten Nordosten des Kaiserreichs Frankreich. Im Südosten begrenzte die Weser das Departement, im Süden die Werre, die Aa, der Johannisbach und der Teutoburger Wald. Im Westen reichte das Departement bis an die namensgebende Ems bis fast hinauf zu ihrer Mündung in den Dollart bzw. die Nordsee. Weitere Flüsse im Departement waren die Hase und die Hunte. Der Norden reichte bis etwa an eine Linie südlicher Dollart – südlicher Jadebusen. Das Gebiet hatte im Süden Anteil an den Mittelgebirgen Teutoburger Wald und Wiehengebirge, lag aber ganz überwiegend in der Norddeutschen Tiefebene. Größte Städte waren Minden und der Hauptort Osnabrück.
Das Departement grenzte zuletzt (1814) im Nordosten und Osten an das französische Departement der Wesermündungen, im Südwesten und Süden an das Königreich Westphalen (Departements der Fulda und der Aller), im Südwesten an das Großherzogtum Berg, im Westen an das Departement der Lippe und im Norden an das Departement Ost-Ems (letztere drei Departements alle zum Kaiserreich Frankreich gehörend).
Das Gebiet lag im heutigen Nordteil von Ostwestfalen und im Tecklenburger Land (beides Nordrhein-Westfalen) und im heutigen östlichen und südöstlichen Niedersachsen. Das ehemalige Departement umfasste im heute niedersächsischen Gebiet ganz oder teilweise das Osnabrücker Land, das Emsland und das Oldenburger Münsterland.

## Geschichte

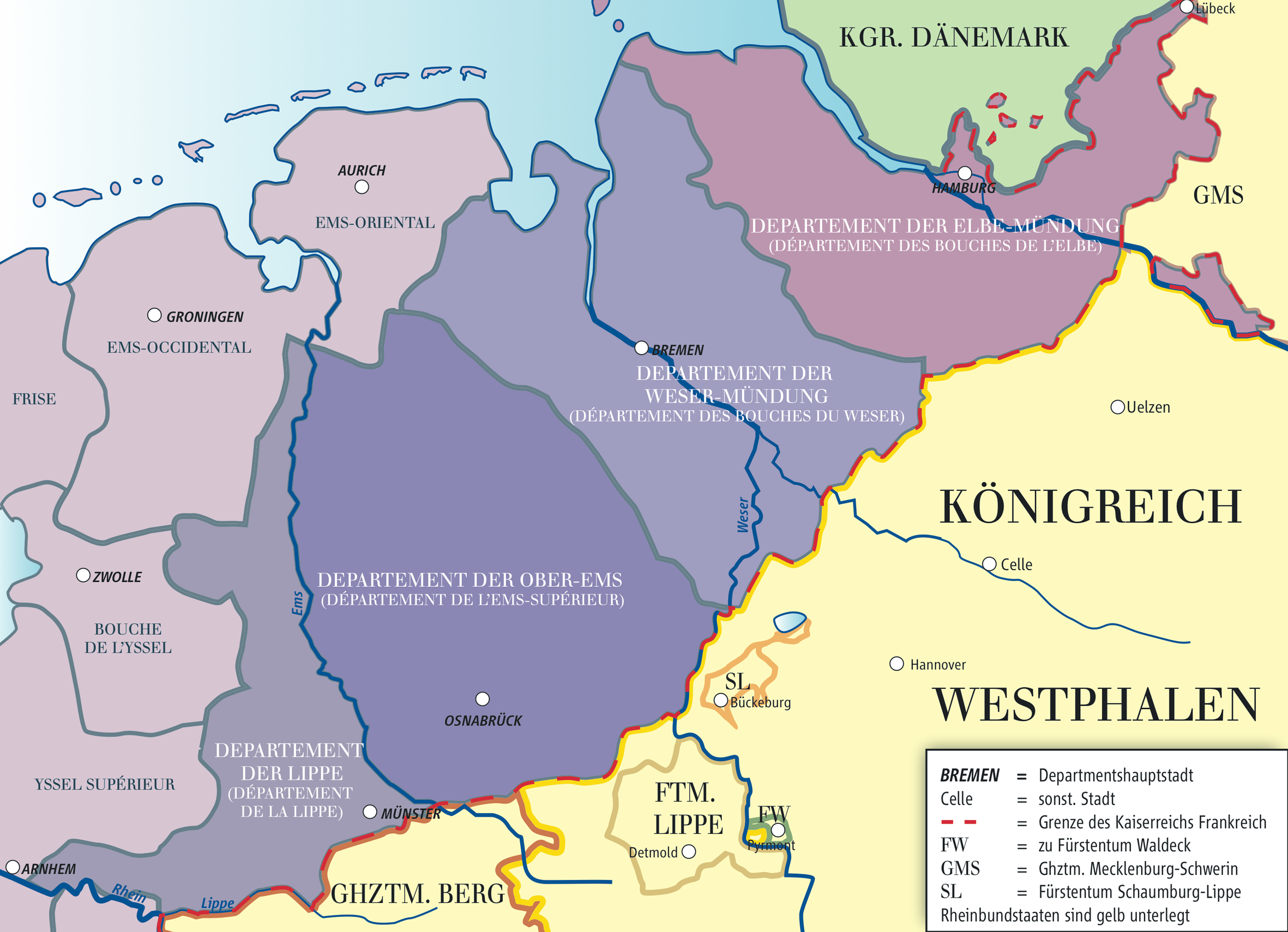
Die „Hanseatischen Departements“

Das Departement entstand als eines der vier hanseatischen Departements zum 1. Januar 1811 infolge der Annexion des Gebietes durch Frankreich. Dazu wurden im Wesentlichen herangezogen:
- das gesamte Gebiet rechts der Ems vom Departement Ost-Ems bis hinauf zur Mündung der Hessel, darunter der nordöstliche Teil des Departements der Ems (bisher zugehörig zum Großherzogtum Berg), also im Wesentlichen der bergische Distrikt Lingen (ohne ehemalige Kantone Nordhorn, Emlichheim) und ohne Teile des Kantons Lingen. Der Kanton Tecklenburg wechselte später zum Oberems-Kanton Osnabrück. Der Rest blieb im neuen Kanton Lingen. Ebenso zu Frankreich kamen der nördlich gelegene Teil von Telgte, Ostbevern bis Milte und Füchtorf, die den neuen Kanton Ostbevern bildeten.
- der südliche Teil des Herzogtums Oldenburg: dieser als Oldenburger Münsterland bezeichnete Teil des Herzogtums bildete den Großteil des Distrikts Quakenbrück
- der Teil des Departements der Weser (bisher zugehörig zum Königreich Westphalen), der links der Weser und nördlich des Johannisbachs, der Aa und des Schwarzbachs lag. Der beim Königreich verbliebene Südteil wurde größtenteils dem Departement der Fulda eingegliedert. Dies betraf folgende westphälische Distrikte:
  - Distrikt Osnabrück größtenteils: der Distrikt blieb bestehen und um den Kanton Versmold (ehemals Distrikt Bielefeld) sowie die Kantone Tecklenburg (ehemals bergischer Distrikt Lingen) vergrößert. Im Gegenzug wurden seine nördlichen ehemaligen Kantone Quakenbrück, Ankum und Vörden dem Kanton Quakenbrück sowie der Kanton Fürstenau dem Kanton Lingen überstellt.
  - Distrikt Minden größtenteils: Der Distrikt blieb abzüglich der Kantone Haddenhausen, Hausberge, Hille, Oldendorf, Reineberg, Windheim (ganz oder teilweise) erhalten. Der Distrikt wurde im Gegenzug um die Kantone Werther, Bünde, Enger (alle ehemals Kanton Bielefeld), sowie den Kanton Uchte (ehemals Distrikt Rinteln) vergrößert.
  - Distrikt Bielefeld, kleinere Teile: der Distrikt blieb im Königreich Westphalen erhalten. Der Kanton Werther wurde aber dem Distrikt Minden angegliedert; der Kanton Versmold dem Distrikt Osnabrück
- Amt Meppen des Herzogtum Arenberg-Meppen. Dieses Gebiet rechts der Ems wurde Teil des Distrikt Lingen.

Nach der Niederlage Napoleons in der Völkerschlacht bei Leipzig wurde das Departement nach einer kurzen Zeit der Restaurierung der alten Territorien und provisorischer Verwaltungsgebiete folgendermaßen aufgeteilt:
- Der überwiegende Teil des Departements kam zum Königreich Hannover. Dies waren im Wesentlichen der Distrikt Osnabrück (ohne Kantone Versmold, Tecklenburg und Ostbevern, und Lengerich), der Distrikt Lingen (ohne Kantone Bevergern und Ibbenbüren), Teile des Distrikts Quakenbrück (Kantone Diepholz, Vörden ohne die Kirchspiele Neuenkirchen und Damme, Ankum) und einen kleinen Teil aus dem Distrikt Minden (Kanton Uchte).
- Ein weiterer Teil fiel an das wiederhergestellte und zum Großherzogtum erhobene Oldenburg. Diese Gebiete umfassten im Wesentlichen den Distrikt Quakenbrück (ohne Kantone Diepholz, Vörden bis auf die Kirchspiele Neuenkirchen und Damme, Ankum).
- Die späteren bzw. ehemaligen preußischen Gebiete – also der Distrikt Minden (ohne Kanton Uchte) sowie der Südteil des Distrikts Osnabrück (Kantone Versmold, Tecklenburg und Ostbevern, und Lengerich) sowie der Südteil des Distrikts Lingen (Kantone Bevergern und Ibbenbüren) – wurden zunächst Teil des preußischen Zivilgouvernements zwischen Weser und Rhein und später Teil der Provinz Westfalen. Der tecklenburgische Teil bildete den Nordostteil des Regierungsbezirks Münster (Kreis Tecklenburg). Der ehemals minden-ravensbergische Teil wurde zum Nordteil des Regierungsbezirks Minden (Teile der Kreise Bünde, Minden und Halle (Westf.) sowie vollständig Rahden)

## Präfekte
- Charles-Louis de Keverberg de Kessel

## Gliederung

Gliederung in die Arrondissements

Das Departement war um 1811 in vier Arrondissements (auf Deutsch auch als Distrikt oder Unterpräfektur bezeichnet) mit insgesamt 42 Kantonen unterteilt, die wiederum in Mairien (Bürgermeistereien) untergliedert waren:
| Arrondissement | Einwohner (1811) | Kanton          | Mairien (Bürgermeistereien) |
| -------------- | ---------------- | --------------- | --- |
| Osnabrück      | 131.557          | Bramsche        | Bramsche, Engter |
| Osnabrück      | 131.557          | Dissen          | Dissen, Borgholzhausen, Hilter, Wellingholzhausen |
| Osnabrück      | 131.557          | Essen           | Essen, Barkhausen, Buer, Lintorf, Oldendorf |
| Osnabrück      | 131.557          | Iburg           | Iburg, Bissendorf, Borgloh, Glane, Hagen, Holte, Oesede                                                                                                |
| Osnabrück      | 131.557          | Lengerich       | Lengerich, Lienen, Ladbergen |
| Osnabrück      | 131.557          | Melle           | Melle, Gesmold, Neuenkirchen, St. Annen, Riemsloh |
| Osnabrück      | 131.557          | Osnabrück-Stadt | Osnabrück |
| Osnabrück      | 131.557          | Osnabrück-Land  | Kirchspiel Dom (mit Schinkel), Kirchspiel St. Johannis (mit Harderberg), Kirchspiel St. Marien (mit Hellern), Kirchspiel St. Cathrinen (mit Hasbergen) |
| Osnabrück      | 131.557          | Ostbevern       | Ostbevern, Einen, Glandorf, Greven, Milte, Telgte, Westbevern                                                                                          |
| Osnabrück      | 131.557          | Ostercappeln    | Ostercappeln, Bohmte, Hunteburg, Schledehausen, Venne                                                                                                  |
| Osnabrück      | 131.557          | Tecklenburg     | Tecklenburg, Ledde, Leeden, Lotte, Wersen, Westerkappeln                                                                                               |
| Osnabrück      | 131.557          | Versmold        | Versmold, Bockhorst, Hesselteich, Hörste, Füchtorf, Laer                                                                                               |
| Lingen         | 81.680           | Bevergern       | Bevergern, Brochterbeck, Rheine, Riesenbeck, Saerbeck, Salzbergen                                                                                      |
| Lingen         | 81.680           | Freren          | Freren, Baccum, Beesten, Hopsten, Messingen, Schale, Schapen, Thuine                                                                                   |
| Lingen         | 81.680           | Fürstenau       | Fürstenau, Berge, Bippen, Merzen, Neuenkirchen, Schwagstorf, Ueffeln, Voltlage                                                                         |
| Lingen         | 81.680           | Haselünne       | Haselünne, Herzlake, Holte |
| Lingen         | 81.680           | Ibbenbüren      | Ibbenbüren, Halverde, Mettingen, Recke |
| Lingen         | 81.680           | Lingen          | Lingen, Bawinkel, Bramsche, Lengerich, Plantlünne, Spelle, Venhaus                                                                                     |
| Lingen         | 81.680           | Meppen          | Meppen, Bokeloh, Lathen |
| Lingen         | 81.680           | Papenburg       | Papenburg, Aschendorf, Dörpen |
| Lingen         | 81.680           | Sögel           | Sögel, Börger, Lorup, Werlte |
| Minden         | 104.808          | Bünde           | Bünde, Hiddenhausen, Kirchlengern, Rödinghausen |
| Minden         | 104.808          | Enger           | Enger, Herford, Jöllenbeck, Schildesche |
| Minden         | 104.808          | Levern          | Levern, Alswede, Dielingen, Wehdem |
| Minden         | 104.808          | Lübbecke        | Lübbecke, Blasheim, Börninghausen, Gehlenbeck, Holzhausen, Oldendorf                                                                                   |
| Minden         | 104.808          | Mennighüffen    | Mennighüffen, Dehme, Eidinghausen, Volmerdingsen, Wulferdingsen                                                                                        |
| Minden         | 104.808          | Minden          | Minden, Bergkirchen, Dützen |
| Minden         | 104.808          | Petershagen     | Petershagen, Buchholz, Friedewalde, Hartum, Hille, Ovenstädt, Schlüsselburg                                                                            |
| Minden         | 104.808          | Quernheim       | Quernheim, Hüllhorst, Klosterbauerschaft, Oberbauerschaft, Schnathorst                                                                                 |
| Minden         | 104.808          | Rahden          | Rahden, Auburg, Diepenau, Ströhen, Warmsen |
| Minden         | 104.808          | Uchte           | Uchte, Kirchdorf |
| Minden         | 104.808          | Werther         | Werther, Halle, Spenge, Wallenbrück |
| Quakenbrück    | 97.793           | Ankum           | Ankum, Alfhausen, Bersenbrück |
| Quakenbrück    | 97.793           | Cloppenburg     | Cloppenburg, Cappeln, Emstek, Molbergen |
| Quakenbrück    | 97.793           | Diepholz        | Diepholz, Aschen, Barver, Dörrieloh, Groß Lessen, Jacobidrebber, Lemförde, Rehden, St. Hülfe, Schmalförden, Varrel, Wetschen                           |
| Quakenbrück    | 97.793           | Dinklage        | Dinklage, Lohne, Steinfeld |
| Quakenbrück    | 97.793           | Friesoythe      | Friesoythe, Altenoythe, Barßel, Markhausen, Ramsloh, Scharrel, Strucklingen                                                                            |
| Quakenbrück    | 97.793           | Löningen        | Löningen, Lastrup, Lindern |
| Quakenbrück    | 97.793           | Quakenbrück     | Quakenbrück, Badbergen, Essen, Menslage |
| Quakenbrück    | 97.793           | Vechta          | Vechta, Bakum, Barnstorf, Cornau, Dickel, Dörpel, Eydelstedt, Goldenstedt, Heiligenloh, Langförden, Lutten, Oyte                                       |
| Quakenbrück    | 97.793           | Vörden          | Vörden, Damme, Gehrde, Neuenkirchen |
| Quakenbrück    | 97.793           | Wildeshausen    | Wildeshausen, Großenkneten, Huntlosen, Visbek |